# Districte de Moudon

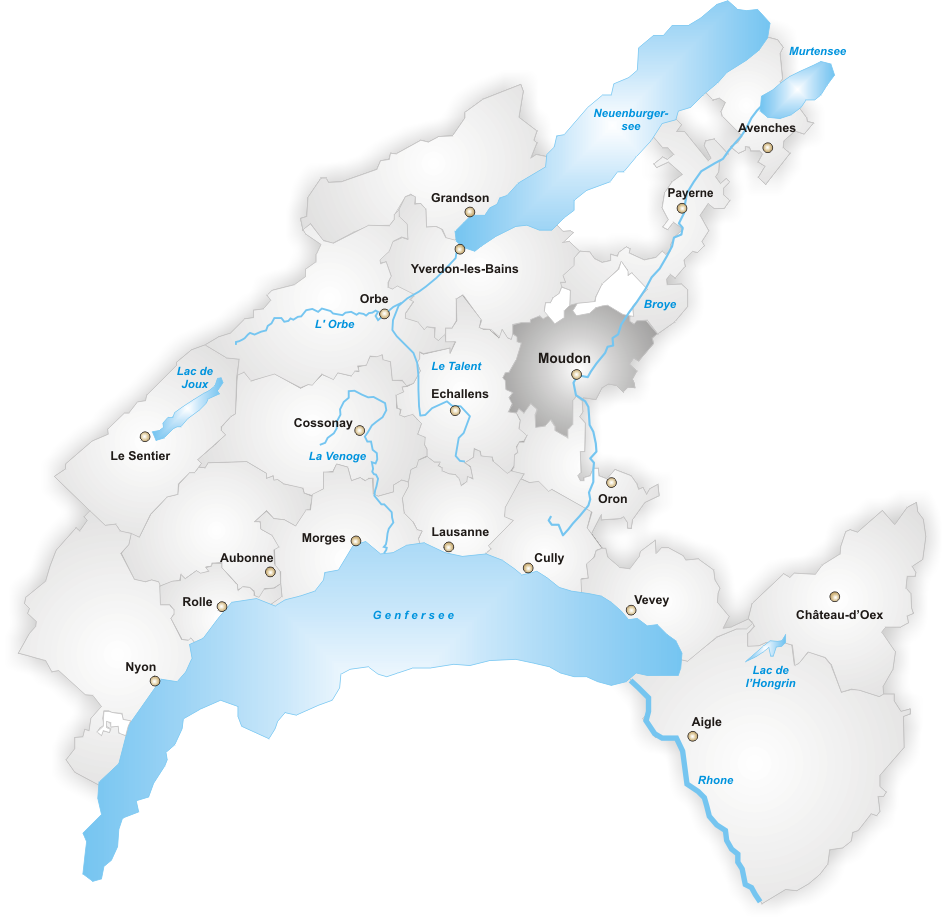
L'antic districte de Moudon

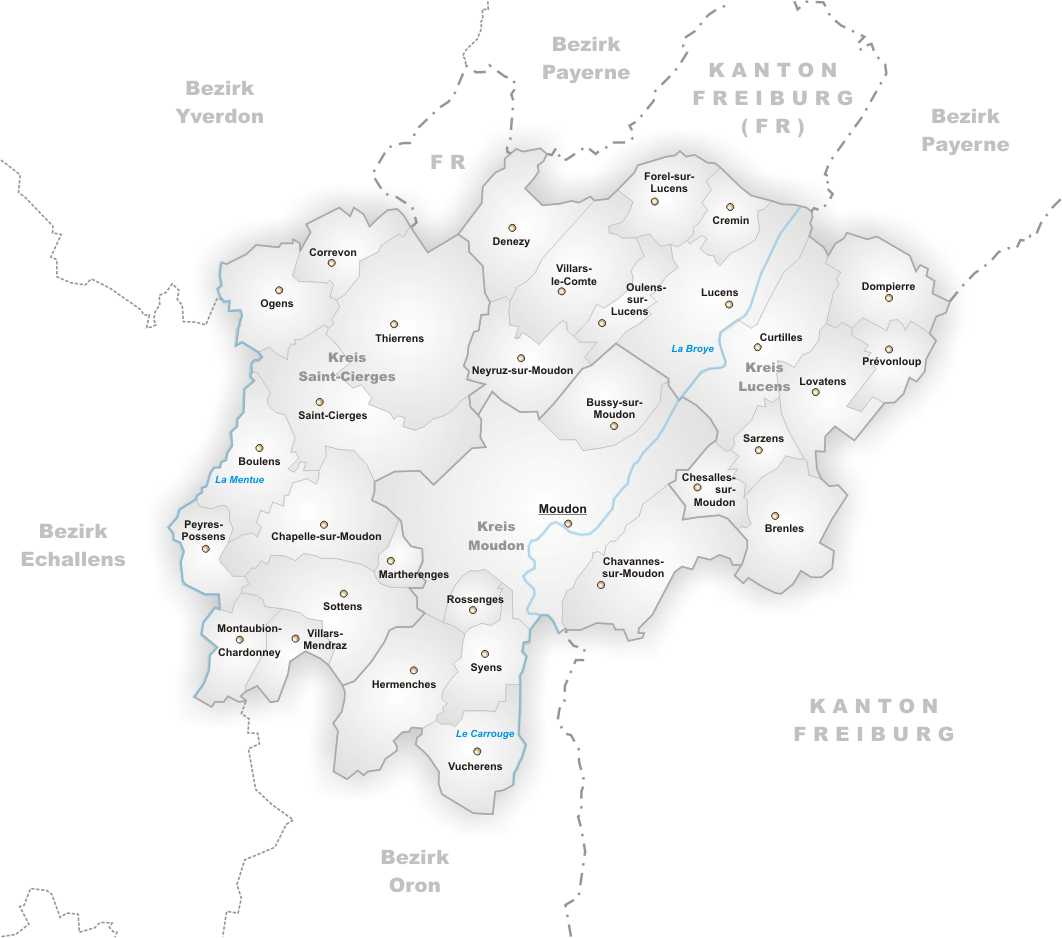
Municipis de l'antic districte de Moudon

El districte de Moudon és un dels antics 19 districtes del cantó suís de Vaud que va desaparèixer en la reforma del 2008. Els municipis es van repartir en el nou districte du Gros-de-Vaud (Boulens, Chapelle-sur-Moudon, Correvon, Denezy, Martherenges, Montaubion-Chardonney, Neyruz-sur-Moudon, Ogens, Peyres-Possens, Saint-Cierges, Sottens, Thierrens i Villars-Mendraz), i la resta van anar al nou districte de Broye-Vully.

## Municipis
- Cercle de Lucens
  - Brenles
  - Chesalles-sur-Moudon
  - Cremin
  - Curtilles
  - Denezy
  - Dompierre
  - Forel-sur-Lucens
  - Lovatens
  - Lucens
  - Neyruz-sur-Moudon
  - Oulens-sur-Lucens
  - Prévonloup
  - Sarzens
  - Villars-le-Comte

- Cercle de Moudon
  - Bussy-sur-Moudon
  - Chavannes-sur-Moudon
  - Hermenches
  - Moudon
  - Rossenges
  - Syens
  - Vucherens

- Cercle de Saint-Cierges
  - Boulens
  - Chapelle-sur-Moudon
  - Correvon
  - Martherenges
  - Montaubion-Chardonney
  - Ogens
  - Peyres-Possens
  - Saint-Cierges
  - Sottens
  - Thierrens
  - Villars-Mendraz